# لیائو لیشنگ
لیائو لیشنگ (انگلیسی: Liao Lisheng؛ زادهٔ ۲۹ آوریل ۱۹۹۳) یک بازیکن فوتبال است.
وی سابقه ۴ بازی ملی در تیم ملی فوتبال چین را در کارنامه دارد.